# قائمة المتاحف في دولة فلسطين
هذه قائمة بالمتاحف في دولة فلسطين

## قائمة المتاحف حسب المحافظة

### محافظة القدس
| الرقم | اسم المتحف                           | صورة | المكان                       | سنة التأسيس | ملاحظات | المراجع           |
| ----- | ------------------------------------ | ---- | ---------------------------- | ----------- | --- | ----------------- |
| 1     | المتحف الإسلامي                      |      | المسجد الأقصى، مدينة القدس   | 1922–1923   | كان المتحف قاعة تتبع مدرسة فخر الدين محمد والتي بناها المنصور سيف الدين قلاوون أثناء حكم الدولة المملوكي لفلسطين عام 1282م، في عام 1923 تم إنشاء المتحف بأمر من المجلس الإسلامي الأعلى. | [ 1 ] [ 2 ]       |
| 2     | متحف فلسطين للآثار                   |      | قرب باب الساهرة، مدينة القدس | 1930        | أسس في 1930 وافتتح في عام 1938. يعد أحد أقدم متاحف الآثار في الشرق الأوسط. استولت عليه إسرائيل بعد حرب 1967.                                                                            | [ 3 ]             |
| 3     | متحف التراث الفلسطيني                |      | قرب باب الساهرة، مدينة القدس | 1962        | أسسته المُدرسة هند الحسيني عام 1962، وافتتح بشكل رسمي عام 1978 بمبنى يتبع مدرسة دار الطفل العربي. وهو يقع قرب بيت الشرق. يضم مقتنيات تخص ذكريات المذبحة التي تعرضت لها قرية دير ياسين.   | [ 4 ] [ 5 ] [ 4 ] |
| 4     | متحف مارديكيان للتاريخ والفن الأرمني |      | البلدة القديمة، القدس        | 1979        | افتتح في الحي الأرمني عام 1979 في مبنى أنشئ عام 1855. | [ 2 ]             |
| 5     | متحف الأسرة المقدسية (وجود)          |      | البلدة القديمة، القدس        | 2011        | يقع المتحف في مبنى قديم يصل عمره إلى 650 عام يعود بناؤها إلى عهد المماليك. | [ 2 ] [ 6 ] [ 7 ] |
| 6     | المتحف الأرثوذكسي                    |      | البلدة القديمة، القدس        |             | يقع في حارة النصارى، وهو مغلق حاليًا. | [ 4 ]             |
| 7     | متحف أبو جهاد لشؤون الحركة الأسيرة   |      | جامعة القدس، أبو ديس         | 2007        | متحف افتتح في جامعة القدس. | [ 4 ]             |
| 8     | متحف العلوم والرياضيات               |      | جامعة القدس، أبو ديس         | 2007        | متحف تعليمي افتتح في جامعة القدس. | [ 4 ]             |
| 9     | متحف الجيب                           |      | الجيب                        | 2011        | متحف افتتح في أحد مباني القرية القديمة، يحتوي على منتجات حرفية يدوية تنتج محليًا. | [ 4 ]             |
|       | متحف الفن المعاصر                    |      |                              |             | | [ 4 ]             |

### محافظة جنين
| الرقم | اسم المتحف              | صورة | المكان                   | سنة التأسيس | ملاحظات                                                                                        | المراجع |
| ----- | ----------------------- | ---- | ------------------------ | ----------- | ---------------------------------------------------------------------------------------------- | ------- |
| 1     | متحف جنين للتراث الشعبي |      | قرية حداد السياحية، جنين |             | يختم المتحف بالفولكلور الشعبي الفلسطيني، ويحاول تجسيد الحياة الفلسطينية خلال القرنين الماضيين. | [ 8 ]   |
| 2     | متحف بلدية جنين         |      | مدينة جنين               |             | متحف تراثي صغير يضم مطرزات يدوية وزاوية تجسد معاناة الأسير الفلسطيني                           | [ 8 ]   |

### محافظة طوباس
| الرقم | اسم المتحف | صورة | المكان       | سنة التأسيس | ملاحظات          | المراجع |
| ----- | ---------- | ---- | ------------ | ----------- | ---------------- | ------- |
| 1     | متحف يبوس  |      | مخيم الفارعة | 2007        | متحف شبابي عالمي | [ 8 ]   |

### محافظة طولكرم
| الرقم | اسم المتحف         | صورة | المكان       | سنة التأسيس | ملاحظات | المراجع     |
| ----- | ------------------ | ---- | ------------ | ----------- | --- | ----------- |
| 1     | متحف طولكرم الوطني |      | مدينة طولكرم | 1996        | يضم قطعًا أثرية من العصور الحجرية والبرونزية والحديدية والرومانية والبيزنطية والإسلامية وحتى عام 1948.                                              | [ 2 ] [ 8 ] |
| 2     | متحف المنطار       |      | جبل المنطار  | 1972        | أسسه بسام بدران فوق قمة جبل المنطار. يضم المتحف مقتنيات تراثية وخرائط وخطوط السفر بين المدن الفلسطينية، وهو جزء من منتجع المنطار البيئي والترفيهي. | [ 8 ]       |

### محافظة نابلس
| الرقم | اسم المتحف                     | صورة | المكان         | سنة التأسيس | ملاحظات                                                       | المراجع     |
| ----- | ------------------------------ | ---- | -------------- | ----------- | ------------------------------------------------------------- | ----------- |
| 1     | متحف القصبة                    |      | مدينة نابلس    |             | تعرض المتحف للدمار خلال الاجتياح الإسرائيلي للمدينة عام 2002. |             |
| 2     | المتحف السامري                 |      | مدينة نابلس    | 1997        |                                                               | [ 2 ] [ 8 ] |
| 3     | متحف البد زيت وزيتون أيام زمان |      | عصيرة الشمالية | 2012        |                                                               | [ 8 ]       |

### محافظة قلقيلية
| الرقم | اسم المتحف      | صورة | المكان                           | سنة التأسيس | ملاحظات                                                                                            | المراجع     |
| ----- | --------------- | ---- | -------------------------------- | ----------- | -------------------------------------------------------------------------------------------------- | ----------- |
| 1     | المتحف التعليمي |      | حديقة الحيوانات الوطنية، قلقيلية | 2005        | متحف تعليمي ينقسم إلى ثلاث متاحف متخصصة هي متحف الأحياء، والمتحف الزراعي ومتحف الجيولوجيا والفضاء. | [ 8 ] [ 9 ] |

### محافظة سلفيت
لا يوجد

### محافظة رام الله والبيرة
| الرقم | اسم المتحف                   | صورة | المكان                             | سنة التأسيس  | ملاحظات | المراجع     |
| ----- | ---------------------------- | ---- | ---------------------------------- | ------------ | --- | ----------- |
| 1     | متحف رام الله                |      | مدينة رام الله                     |              | متحف تعليمي يقوم في مبنى بُني في بداية القرن التاسع عشر، قامت دائرة الآثار والتراث الثقافي بترميمه بين عامي 1996-1997.   | [ 8 ]       |
| 2     | متحف الرئيس ياسر عرفات       |      | مبنى مقاطعة رام الله، مدينة البيرة |              | قامت مؤسسة ياسر عرفات ووزارة السياحة والآثار بتوثيق وتصوير وتسجيل وتصنيف مقتنيات الرئيس ياسر عرفات فيه.                 | [ 4 ] [ 8 ] |
| 3     | متحف محمود درويش             |      | مدينة رام الله                     | 9 أغسطس 2012 | افتتح المتحف بجانب قصر رام الله الثقافي في ذكرى وفاة درويش الرابعة. يضم قاعة متعددة الأغراض، ومكتبة ومسرحًا وضريح درويش. | [ 2 ] [ 8 ] |
| 4     | متحف التراث الفلسطيني الشعبي |      | مدينة البيرة                       | 1977         | | [ 2 ]       |
| 5     | متحف جامعة بيرزيت            |      | جامعة بيرزيت، بيرزيت               | 2005         | | [ 2 ]       |
| 6     | متحف الشعب                   |      | بيرزيت                             | 2009         | | [ 4 ]       |
| 7     | المتحف الفلسطيني             |      | بيرزيت                             | 2016         | | [ 4 ] [ 8 ] |
| 8     | متحف الذاكرة الفلسطينية      |      | عين سينيا                          | 1999         | متحف افتتحته وزارة الثقافة الفلسطينية في قصر آل الحسيني في قرية عين سينيا. المتحف مغلق حاليًا.                           | [ 4 ]       |
| 9     | متحف التراث الفلسطيني        |      | الطيبة                             |              | يضم مقتنيات كنيسة الخضر، وحلي ومجوهرات وجدت في قبور أثرية حول الكنيسة.                                                  | [ 4 ]       |

### محافظة أريحا
| الرقم | اسم المتحف    | صورة | المكان      | سنة التأسيس | ملاحظات | المراجع |
| ----- | ------------- | ---- | ----------- | ----------- | ------- | ------- |
| 1     | المتحف الروسي |      | مدينة أريحا |             |         | [ 4 ]   |
| 2     | متحف قصر هشام |      | مدينة أريحا |             |         | [ 4 ]   |

### محافظة بيت لحم
| الرقم | اسم المتحف                     | صورة | المكان               | سنة التأسيس | ملاحظات | المراجع |
| ----- | ------------------------------ | ---- | -------------------- | ----------- | ------- | ------- |
| 1     | متحف البد                      |      | مدينة بيت لحم        |             |         | [ 4 ]   |
| 2     | متحف بيتنا التلحمي             |      | شارع النجمة، بيت لحم |             |         | [ 4 ]   |
| 3     | متحف الميلاد الدولي            |      | مدينة بيت لحم        |             |         | [ 4 ]   |
| 4     | متحف بنك فلسطين                |      | مدينة بيت لحم        |             |         | [ 4 ]   |
| 5     | متحف الرواية                   |      | مدينة بيت لحم        |             |         | [ 4 ]   |
| 6     | متحف الحياة الشعبية الفلسطينية |      | مدينة بيت لحم        |             |         | [ 4 ]   |
| 7     | متحف التاريخ الطبيعي           |      | بيت ساحور            |             |         | [ 4 ]   |
| 8     | متحف القرى المدمرة             |      | بيت ساحور            |             |         | [ 4 ]   |
| 9     | متحف بتير البيئي               |      | بتير                 |             |         | [ 4 ]   |
| 10    | متحف قلعة مراد                 |      | أرطاس                |             |         | [ 4 ]   |

### محافظة الخليل
| الرقم | اسم المتحف        | صورة | المكان                 | سنة التأسيس | ملاحظات                             | المراجع |
| ----- | ----------------- | ---- | ---------------------- | ----------- | ----------------------------------- | ------- |
| 1     | متحف جامعة الخليل |      | جامعة الخليل، الخليل   | 2010        |                                     | [ 4 ]   |
| 2     | متحف الخليل       |      | البلدة القديمة، الخليل | 2011        | مُغلق بأمر الحاكم العسكري الإسرائيلي | [ 4 ]   |
| 3     | معصرة شجرة الدر   |      | البلدة القديمة، الخليل | 2015        |                                     |         |
| 4     | متحف دورا         |      | دورا                   | 2013        |                                     | [ 8 ]   |
| 5     | متحف الظاهرية     |      | الظاهرية               |             |                                     | [ 8 ]   |

### محافظة غزة
| الرقم | اسم المتحف                     | صورة | المكان      | سنة التأسيس | ملاحظات | المراجع |
| ----- | ------------------------------ | ---- | ----------- | ----------- | ------- | ------- |
| 1     | متحف قصر الباشا                |      | مدينة غزة   |             |         | [ 4 ]   |
| 2     | متحف المتحف                    |      |             |             |         | [ 4 ]   |
| 3     | متحف دير البلح                 |      | مدينة غزة   | 1993        |         | [ 4 ]   |
| 4     | المتحف الفلسطيني للتراث الشعبي |      | مخيم الشاطئ | 2009        |         |         |

### محافظة خان يونس
| الرقم | اسم المتحف                            | صورة | المكان         | سنة التأسيس | ملاحظات | المراجع |
| ----- | ------------------------------------- | ---- | -------------- | ----------- | ------- | ------- |
| 1     | متحف عائلة شهوان                      |      | مدينة خان يونس |             |         | [ 4 ]   |
| 2     | متحف العقاد للتراث والآثار الفلسطينية |      | مدينة خان يونس |             |         | [ 4 ]   |